# Messaggio alle donne d'America

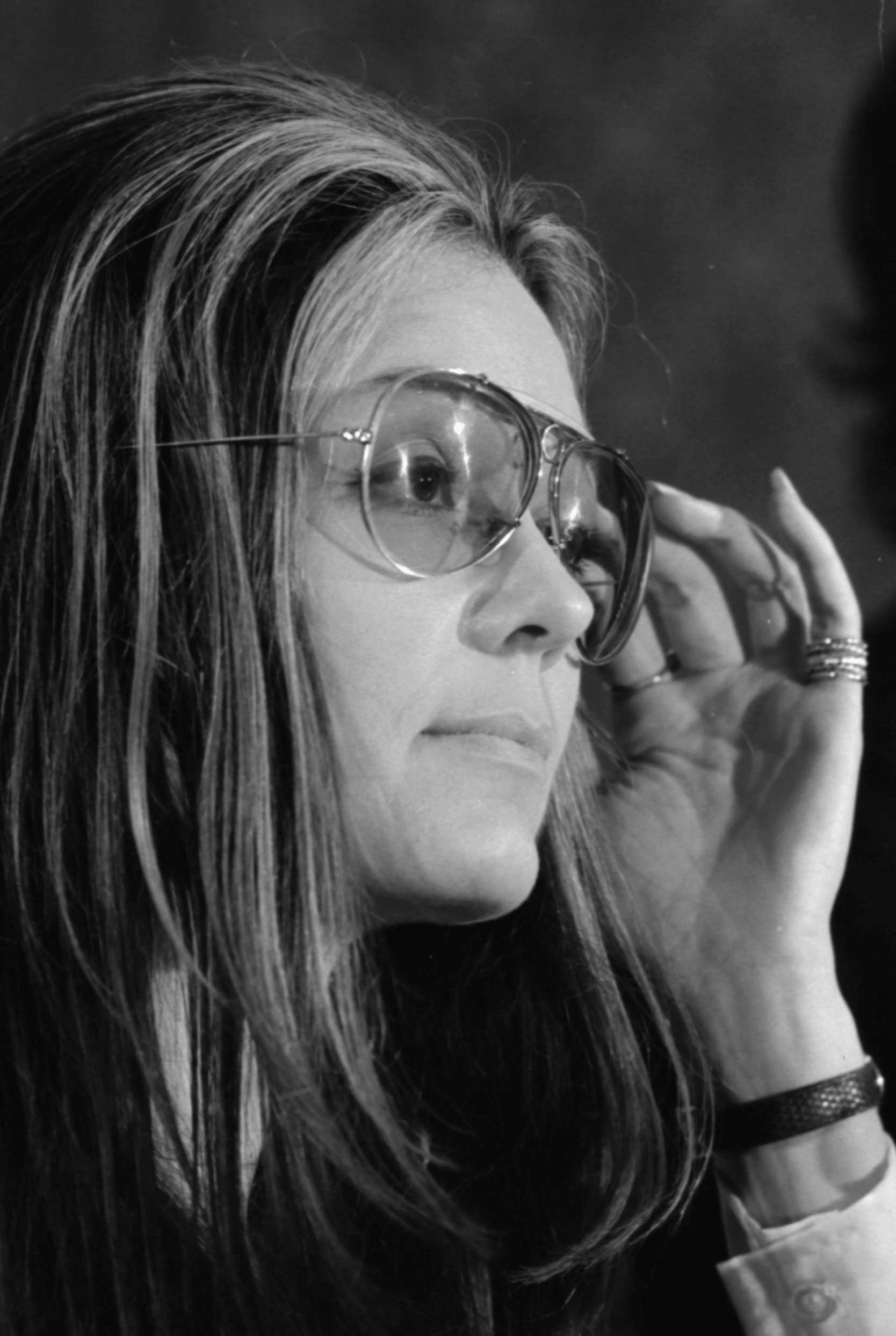
Gloria Steinem (1972)

Il messaggio alle donne d'America è un discorso pronunciato dalla scrittrice femminista statunitense Gloria Steinem 10 luglio 1971, in occasione della fondazione del Comitato politico nazionale delle donne (National Women's Political Caucus - NWPC) a Washington.
Il discorso ha promosso la formazione dell'ideologia del Movimento delle donne americane ed è considerato da alcuni uno dei più grandi discorsi del XX secolo.

## Contenuto
Steinem sostiene l'idea che il sesso e la razza siano semplicemente degli strumenti per collocare le persone tra gli esseri inferiori o tra quelli superiori in base alle caratteristiche e ai tratti salienti più facili da evidenziare. Afferma anche che gli unici ruoli nella società debbono essere quelli che sono liberamente scelti e per coloro che se li sono guadagnati.
Non solo il discorso affronta le questioni del sessismo e della misoginia, ma anche quelle del razzismo e delle classi sociali. Il discorso è in gran parte ricordato per la seguente citazione: 
Nel video musicale della canzone di Jennifer Lopez Ain't Your Mama, del 2016, si può ascoltare Steinem pronunciare parte di questo discorso, in particolare, ''Questa non è una semplice riforma, è davvero una rivoluzione." 